# 林祖嘉
林祖嘉（1956年—），中華民國政治人物、經濟學學者，中國國民黨籍。國立政治大學經濟學系退休教授，現任中國國民黨大陸事務部主任、中國國民黨主席特別顧問，曾任福建省政府主席、國家發展委員會主任委員、行政院大陸委員會副主任委員兼任臺港經濟文化合作策進會董事長、國立政治大學經濟系主任。
林祖嘉是美國洛杉磯加州大學（UCLA）經濟學博士，曾任國立政治大學經濟系系主任。2012年10月，林祖嘉接替高長出任陸委會政務副主委。2014年張顯耀涉嫌洩密案中，陸委會主委王郁琦聲稱張顯耀因「家庭因素」辭職，由林祖嘉出任陸委會特任副主委。劉德勳辭任臺港經濟文化合作策進會董事長後，由林祖嘉兼任董事長一職，林祖嘉成為第一位擔任策進會董事長的台灣現職官員。
2016年2月1日，林祖嘉同時擔任政務委員、國家發展委員會主任委員及福建省政府主席三職，5月20日卸任。
2021年8月，林祖嘉自政大退休，同年10月5日，出任国民党主席特别顾问兼大陆事务部主任。
2024年11月6日，於中時新聞網發表 支持九二精神 才是支持中華民國 ，文中表示兩岸均要堅持「九二共識、一中各表」。